# 伊勢津ドライ
イセヅドライは、富山県富山市に本社を置く株式会社ヤングドライが展開しているクリーニング店の1ブランド。ヤングドライグループにおける正式名称はヤングドライグループ 伊勢津ドライ。
本項では、2021年7月までイセヅドライを運営していた株式会社伊勢津ドライ（いせづドライ）についても記述する。

## 概要
1961年に大阪府守口市にて創業。1967年に大阪府寝屋川市に工場を設置したと同時に、取次店方式を導入し、1971年には大型集中方式の新工場を建設した。1975年1月に株式会社伊勢津ドライとして法人へ改組。高度経済成長と共に事業を拡大していき、京阪神や奈良県、三重県にスーパーなどに併設する形で店舗を設置し、2005年には約200店舗を展開していた。会員数もワイシャツ一枚100円という低価格を武器に、約10万人にまで拡大した。
2010年1月期には約17億8000万円の売上があった。しかしその後は、コインランドリーの台頭や同業他社との競争により業績が悪化。このため伊勢津ドライはスクラップアンドビルドを実施したが、閉店費用などにより2016年1月期以降は6期連続で営業損失が続き、保険解約金や固定資産売却益で損失を補填する状態が続いていた。2019年9月には大阪府中小企業再生支援協議会の支援を得て金融機関に返済のリスケジュールを要請。リストラや定休日導入などによる収益性向上を骨子とした再建計画を打ち出した。
しかし、新型コロナウイルス感染拡大に伴う外出自粛やテレワークが浸透したことなどから、策定した再建計画はわずか半年で有形無実化してしまった。その後も経営悪化に歯止めがかからなかったことから、伊勢津ドライは2021年3月29日に大阪地方裁判所へ民事再生法適用を申請し、同年4月16日に民事再生手続開始決定を受けた。負債総額は約7億5000万円。
民事再生スポンサーに決定していたヤングドライは2021年7月29日に、伊勢津ドライが手掛けていた全事業を伊勢津ドライから取得する事を発表。ヤングドライは同年8月1日付で、伊勢津ドライから全事業を譲受した。再生スキームは、ヤングドライは受け皿会社を設立せずに、直接ヤングドライが事業を取得する方法となった。ヤングドライは、旧：伊勢津ドライから譲受した店舗はイセヅドライのブランドを継続使用する他、ヤングドライグループは奈良県へ進出した他、近畿地方における店舗も「ヤングドライ」ブランドで展開している店舗と合わせて140店舗に増加することになった。ヤングドライグループ入り後は、ヤングドライのキャラクターである『ヒルビー』も使用する。旧：伊勢津ドライが手掛けていた事業は、ヤングドライグループによって再建が図られる事になる。ヤングドライは、伊勢津ドライの事業譲受を足掛かりとして、大都市圏においてM&Aを活用しながら事業規模を広げ、コスト競争力を高める。
株式会社伊勢津ドライは、事業譲渡の1か月後である2021年9月1日に民事再生手続廃止決定を受け、同年9月27日に大阪地方裁判所から破産手続開始決定を受けた。そして2023年1月23日に法人格が消滅した。

## 沿革

### 株式会社伊勢津ドライ
- 1961年 - 大阪府守口市にて伊勢津クリーニングとして創業。当初は戸別訪問の外交方式を採っていた。
- 1964年 - 守口市に第1号店を開設。
- 1967年 - 大阪府寝屋川市に工場を設置したと同時に、取次店方式を導入。
- 1971年 - 大型集中方式の新工場が完成。
- 1975年1月 - 株式会社伊勢津ドライとして法人へ改組。
- 1985年 - 寝屋川市にあった3工場を統合。同時に本社並びに工場を大阪府交野市へ移転。
- 2004年 - コインランドリー併設店舗の展開を開始。
- 2021年
  - 3月29日 - 大阪地方裁判所へ民事再生法適用を申請。
  - 4月16日 - 大阪地方裁判所から民事再生手続開始決定を受ける。
  - 8月1日 - 全事業を株式会社ヤングドライへ譲渡し、事業停止。
  - 9月1日 - 大阪地方裁判所から民事再生手続廃止決定を受ける。
  - 9月27日 - 大阪地方裁判所から破産手続開始決定を受ける。
- 2023年1月23日 - 法人格消滅。

### ヤングドライグループ 伊勢津ドライ
- 2021年
  - 7月29日 - 株式会社ヤングドライが株式会社伊勢津ドライの全事業を取得する事を発表。
  - 8月1日 - ヤングドライが伊勢津ドライの全事業を譲受して営業開始。

## 店舗
大阪府、京都府、兵庫県、奈良県、三重県にて店舗を展開している。詳細は店舗検索を参照。